# ATWS
ATWS (Anticipated Transient without Scram) ist offizielle Bezeichnung für einen Kernkraftwerksunfall mit Störung der Wärmeabfuhr aus dem Reaktor und gleichzeitigem Versagen der Schnellabschaltung. Die englische Bezeichnung bzw. Abkürzung wird auch andernorts verwendet.
Die Schnellabschaltung von Kernkraftwerken ist eine relativ zuverlässige Komponente. Dementsprechend hat es bislang offiziell nur einige Vorläufer-Störfälle zum ATWS gegeben. So versagte etwa 1981 im US-Kernkraftwerk Salem das Reaktorschutzsystem, das heißt, die Leittechnik, die eine automatische Ausführung der Schnellabschaltung gewährleistet. Das Bedienpersonal konnte allerdings die Schnellabschaltung noch rechtzeitig manuell betätigen, und zudem lief der Reaktor zuvor nicht auf Volllast.
Sollte die Schnellabschaltung ausfallen, gibt es als Notfallmaßnahme bei Leichtwasserreaktoren die sogenannte Notborierung mit Borsäure, welche als Neutronengift wirkt und bei Konzentrationserhöhung im Reaktorkühlmittel die Kettenreaktion stoppt. Am 1. März 2006 kam es im Kernkraftwerk Kosloduj zu einem Zwischenfall, welcher auf der Internationale Bewertungsskala für nukleare Ereignisse (INES) mit Stufe 2 bewertet wurde und in dessen Verlauf der Reaktor teilweise mittels Notborierung abgeschaltet werden musste. Allerdings waren nur 22 von 60 Abschaltstäben vom Ausfall betroffen, und das auslösende Ereignis – Ausfall von einer der vier Primärkreislauf-Pumpen – war eine sehr milde Transiente.